# Skärsjön (Markaryds socken, Småland)
Skärsjön är en sjö i Markaryds kommun i Småland och ingår i Lagans huvudavrinningsområde. Sjön har en area på 0,114 kvadratkilometer och ligger 95 meter över havet.

## Delavrinningsområde
Skärsjön ingår i det delavrinningsområde (626182-136281) som SMHI kallar för Utloppet av Lokasjön. Medelhöjden är 112 meter över havet och ytan är 19,3 kvadratkilometer. Räknas de 8 avrinningsområdena uppströms in blir den ackumulerade arean 135,06 kvadratkilometer. Lillån (Grytån) som avvattnar avrinningsområdet har biflödesordning 2, vilket innebär att vattnet flödar genom totalt 2 vattendrag innan det når havet efter 56 kilometer. Avrinningsområdet består mestadels av skog (54 %). Avrinningsområdet har 1,59 kvadratkilometer vattenytor vilket ger det en sjöprocent på 8,2 %. Bebyggelsen i området täcker en yta av 3,81 kvadratkilometer eller 20 % av avrinningsområdet.

## Galleri

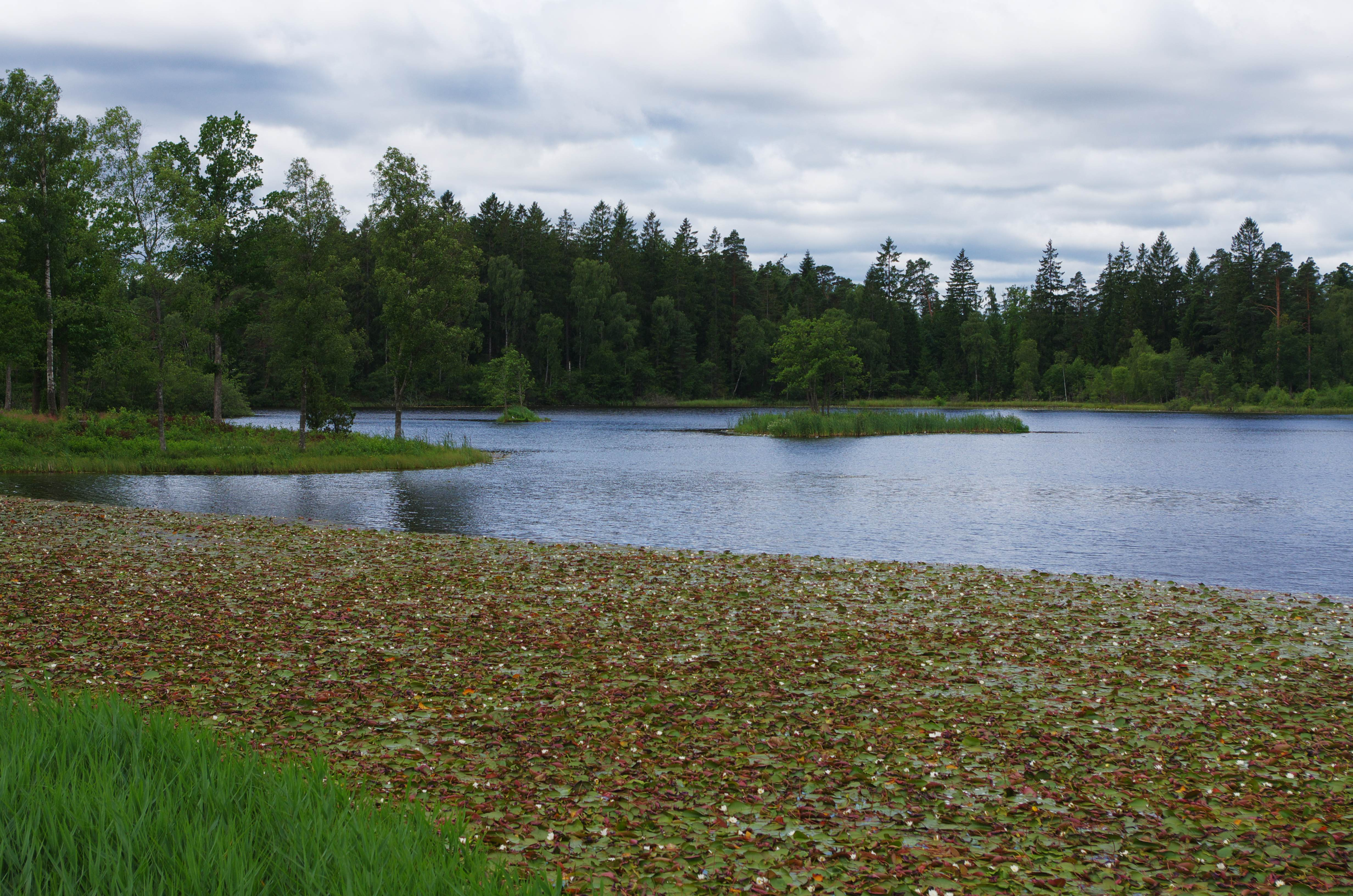
Skärsjön åt sydväst.
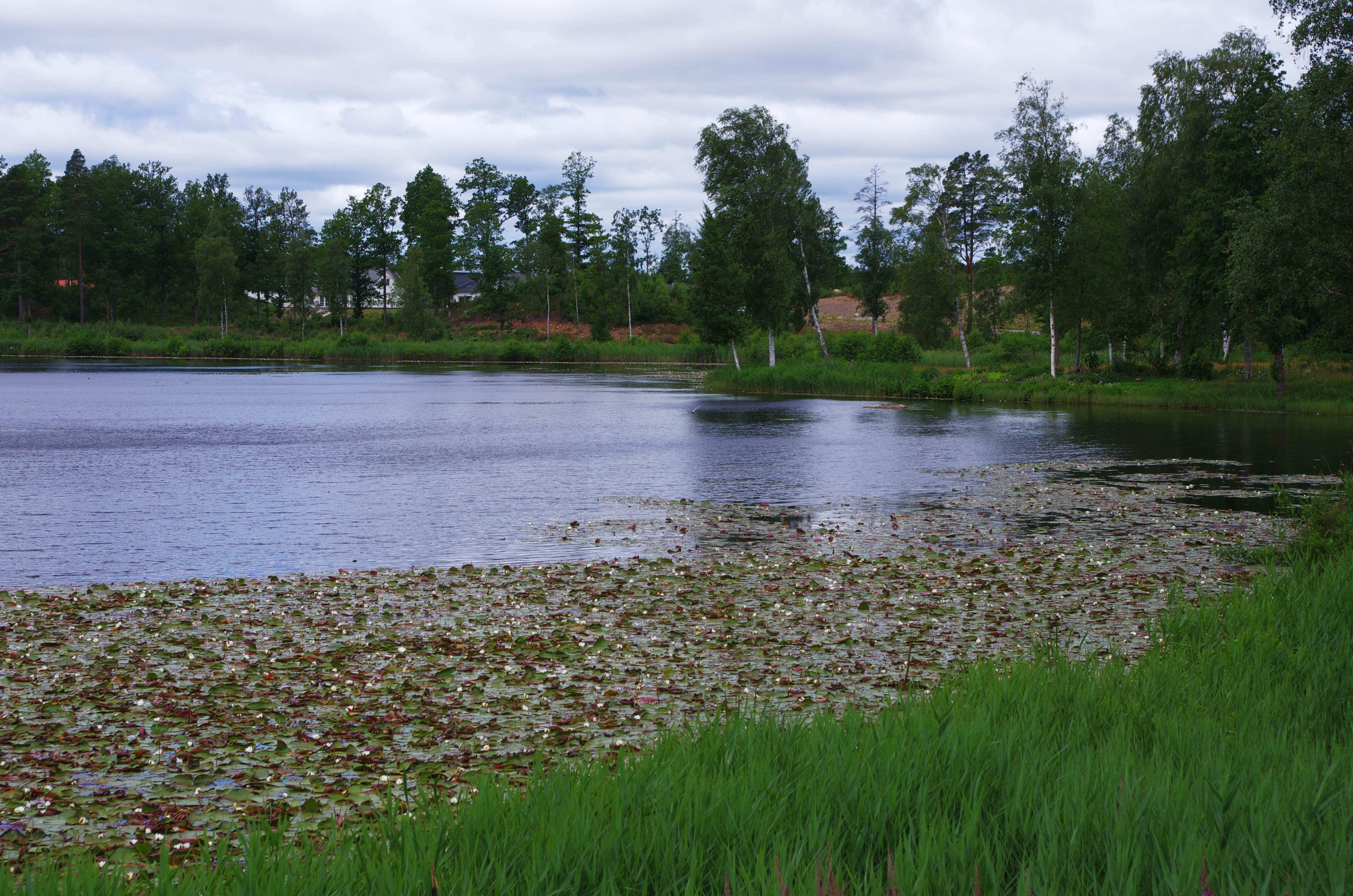
Skärsjön åt nordväst. Ett villakvarter i Markaryd skymtar i bildens högra kant.